# Sankt Nikola an der Donau
Sankt Nikola an der Donau är en ort och kommun  i Österrike. Den ligger i distriktet Perg i förbundslandet Oberösterreich, 110 kilometer väster om huvudstaden Wien. 
Kommunen består av sju orter (Ortschaften) (inom parentes invånarantal 1 januari 2024):

- Achleiten (96)
- Hirschenau (54)
- Moosbach (26)
- Sankt Nikola an der Donau (243)
- Sarmingstein (131)
- Sattl (57)
- Struden (194)